# Encarsia silvestrii
Encarsia silvestrii är en stekelart som beskrevs av Gennaro Viggiani och Mazzone 1979. Encarsia silvestrii ingår i släktet Encarsia och familjen växtlussteklar.
Artens utbredningsområde är Italien. Inga underarter finns listade i Catalogue of Life.